# Irelande Douze Pointe

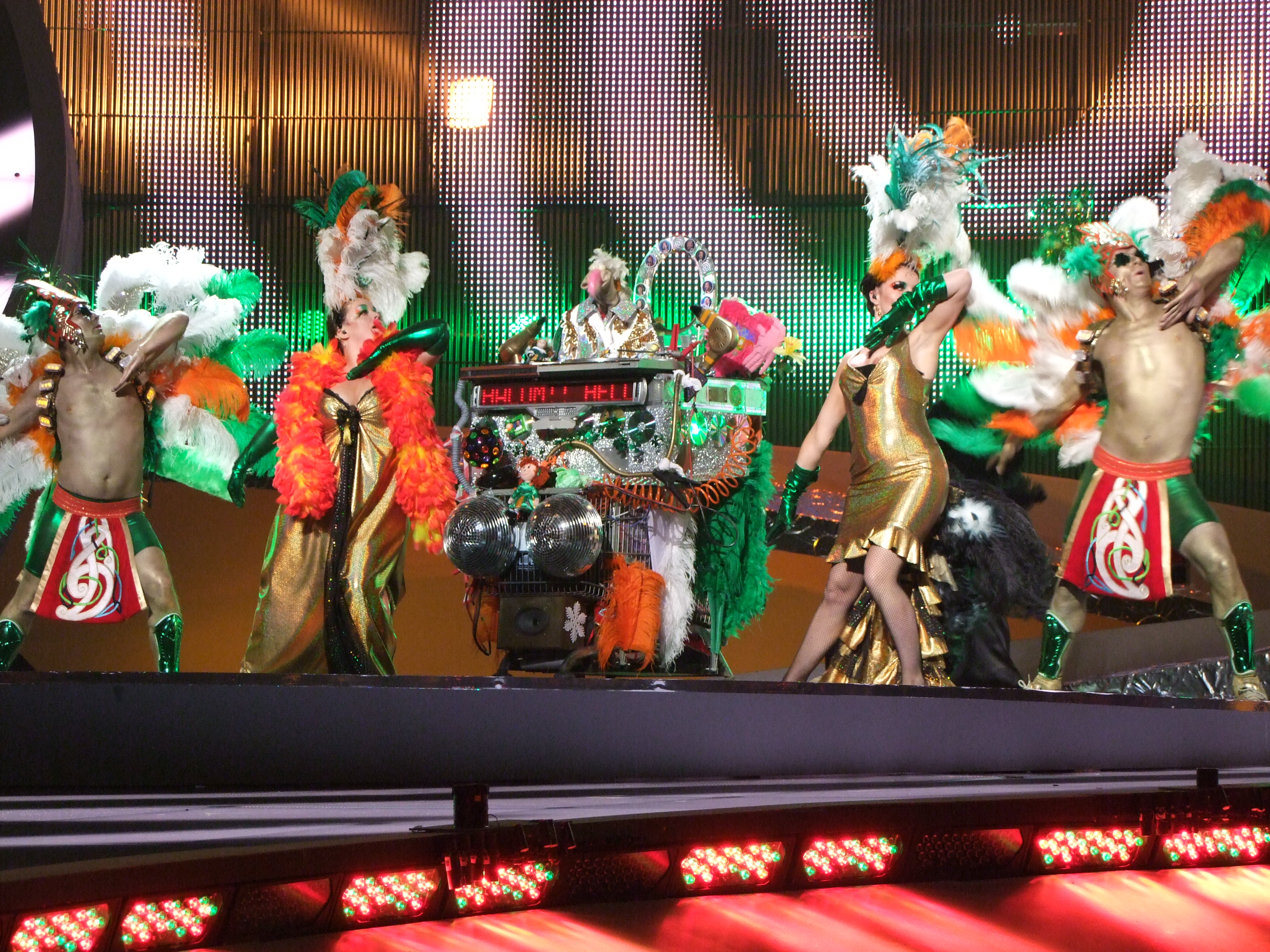

Irelande Douze Pointe (перевод с фр. — «Двенадцать баллов Ирландии») — песня, с которой 20 мая 2008 года Dustin the Turkey представил Ирландию на международном конкурсе песен «Евровидение 2008». Авторы песни: Даррен Смит, Саймон Файн и Индюк Индюк. Песня заняла 15 место с 22 баллами в первом полуфинале конкурса и не вышла в финал.